# Ngã ba biên giới

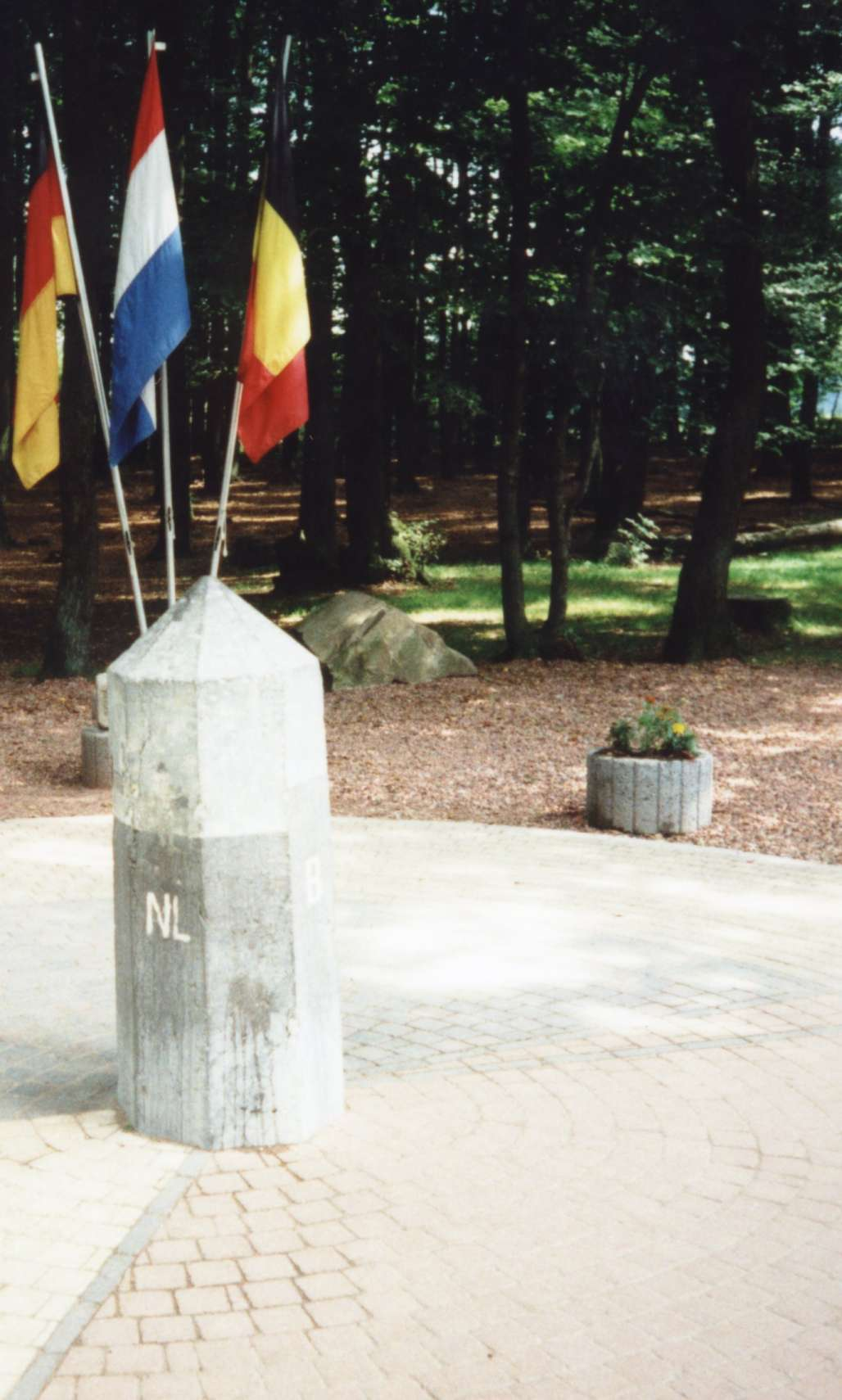
Ngã ba biên giới Đức, Bỉ, Hà Lan.

Ngã ba biên giới là địa điểm gặp nhau trên đường biên giới của ba quốc gia. Tính đến năm 2020, có 175 ngã ba biên giới quốc tế. Gần một nửa trong số đó nằm trên sông, hồ hoặc biển. Trên đất liền, các điểm ngã ba chính xác có thể được xác định bằng các mốc hoặc cột trụ, và đôi khi bằng các tượng đài lớn.